# Brett Williams
Brett Williams (Città del Capo, 16 settembre 1975) è un attore e regista sudafricano.

## Biografia
Brett Williams è nato a Città del Capo, in Sudafrica, venendo cresciuto bilingue inglese e afrikaans. Dopo aver conseguito una laurea al Rosebank House College nel 1998 ha frequentato la Royal Academy of Dramatic Art di Londra ottenendo un diploma avanzato in arti drammatiche nel 2000.
Negli anni successivi ha lavorato in svariate produzioni teatrali, tra le quali Riccardo III, e ha preso parte a produzioni televisive come Dance Academy, Outcasts, Black Sails, Raised by Wolves - Una nuova umanità, e cinematografiche quali L'Odissea, Pastori e macellai, Red Sea Diving e Riscatto d'amore. Nel 2023 ha interpretato Merry nella serie Netflix One Piece. Williams è inoltre girato due cortometraggi, nel 2013 e nel 2015, prendendo parte a diversi concorsi.

## Filmografia

### Regista
- The Death and Life of Desmond Wolfe – cortometraggio (2013)
- The Parcel – cortometraggio (2015)

### Attore

#### Cinema
- Wake, regia di Peta-Megan Dunn – cortometraggio (2008)
- The Burial, regia di Adil Jain – cortometraggio (2008)
- Man's Best Friend, regia di Luke Eve – cortometraggio (2009)
- BloodRush, regia di Ric Shields – cortometraggio (2011)
- The Death and Life of Desmond Wolfe, regia di Hayden Phipps – cortometraggio (2013)
- Love the One You Love, regia di Jenna Cato Bass (2014)
- Momentum, regia di Stephen Campanelli (2015)
- L'Odissea (L'Odyssée), regia di Jérôme Salle (2016)
- Pastori e macellai (Shepherds and Butchers), regia di Oliver Schmitz (2016)
- Godmother, regia di Tim Leibbrandt – cortometraggio (2017)
- Pathological, regia di Tim Leibbrandt – cortometraggio (2018)
- Finn, regia di Tim Leibbrandt – cortometraggio (2019)
- Red Sea Diving (The Red Sea Diving Resort), regia di Gideon Raff (2019)
- Bulletproof 2, regia di Don Michael Paul (2020)
- Fried Barry, regia di Ryan Kruger (2020)
- #MeowToo, regia di Ryan Kruger – cortometraggio (2021)
- Love Means Nothing, regia di Tim Leibbrandt – cortometraggio (2021)
- Riscatto d'amore (Redeeming Love), regia di D.J. Caruso (2022)
- The Carpenter, regia di Garrett Batty (2023)
- Two Birds, One Stone, regia di Tim Leibbrandt – cortometraggio (2023)
- Killer Body Count, regia di Danishka Esterhazy (2024)
- Binding Agreement, regia di Tim Leibbrandt – cortometraggio (2024)
- Street Trash, regia di Ryan Kruger (2024)

#### Televisione
- Dance Academy – serie TV, episodio 1x10 (2010)
- Outcasts – serie TV, episodio 1x07 (2011)
- Inventing the World (How We Invented the World) – serie TV, episodio 1x04 (2012)
- Prigionieri di viaggio (Banged Up Abroad) – serie TV, episodio 9x08 (2013)
- Shark Week – serie TV, episodio 27x03 (2014)
- The British – serie TV, episodio 1x01 (2014)
- Black Sails – serie TV, episodio 3x06 (2016)
- Origini: l'odissea dell'umanità (Origins: The Journey of Humankind) – serie TV, episodio 1x03 (2017)
- The Last Post – miniserie TV, puntata 1x04 (2017)
- Outlander – serie TV, episodio 3x13 (2017)
- Deep State – serie TV, episodio 2x08 (2018)
- Raised by Wolves - Una nuova umanità (Raised by Wolves) – serie TV, episodio 1x01 (2020)
- Il giro del mondo in 80 giorni (Around the World in 80 Days) – serie TV, episodio 1x06 (2021)
- One Piece – serie TV, 2 episodi (2023)